# سوپرکلاسیکو

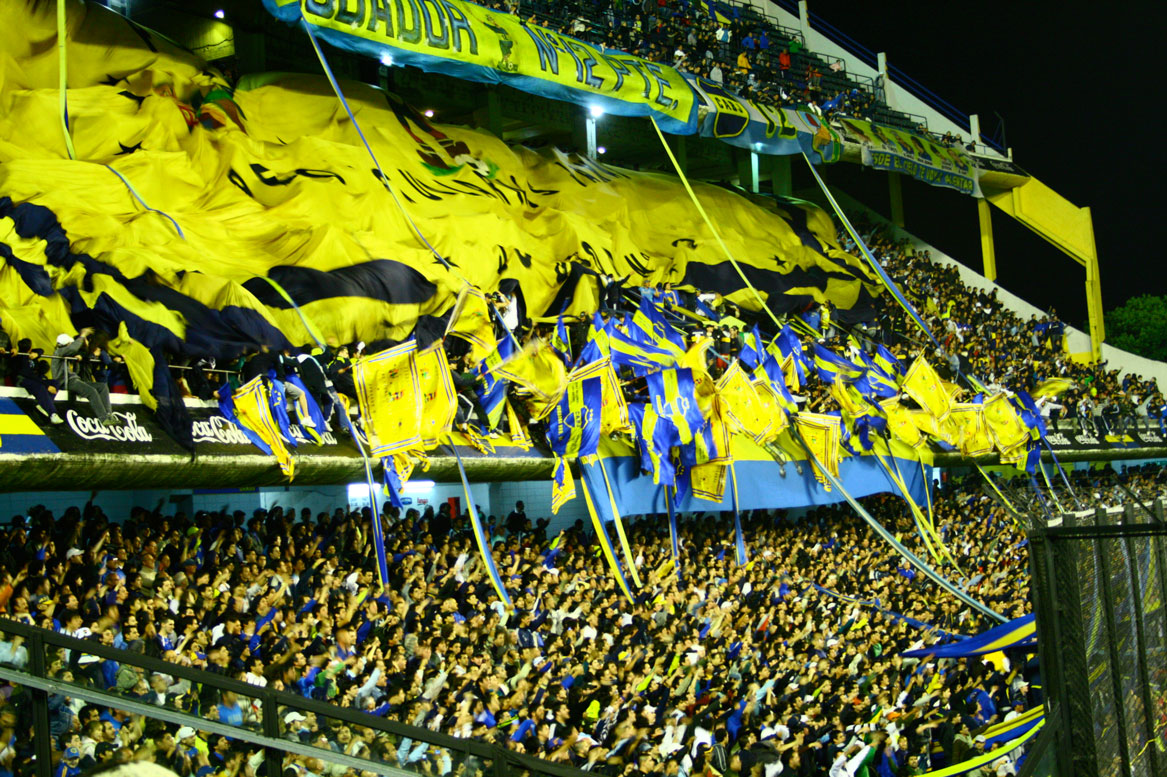

سوپرکلاسیکو (اسپانیایی: Superclásico‎) به شهرآورد بین دو باشگاه فوتبال بوکا جونیورز و ریور پلاته در آرژانتین گفته می‌شود که رقبای سنتی یکدیگر به‌شمار می‌روند. واژهٔ سوپرکلاسیکو از ترکیب «سوپر» (که به اهمیت تیمها اشاره دارد) و «کلاسیکو» (که در اسپانیایی به معنی دربی است) درست شده‌است. سوپرکلاسیکو از مهمترین و جنجالی‌ترین شهرآوردها در فوتبال جهان محسوب می‌شود.